# Mettmannplatz
Der Mettmannplatz ist eine Grünfläche an der Tegeler Straße im Berliner Ortsteil Wedding zwischen den Gleisen des Nordrings, dem Berlin-Spandauer Schifffahrtskanal (nördlich des Nordhafens) und der Fennstraße. Der Platz wird von der Eisenbahnbrücke der Nord-Süd-Fernbahn, dem sogenannten Überflieger, überquert und umfasst eine Fläche von insgesamt rund 11.000 m². Seinen Namen erhielt der Platz erst 1986 nach der Partnerstadt des damaligen Bezirks Wedding, der Kreisstadt Mettmann in Nordrhein-Westfalen.

## Geschichte
Im Hobrecht-Plan von 1862 war die dreieckige Platzfläche mit der Bezeichnung Platz A vorgesehen. Im Gegensatz zu den anderen Plätzen im Wedding wurde die Platzfläche offenbar zunächst nicht gestaltet. Mit zunehmender Bebauung der umliegenden Gebiete während der Gründerzeit siedelte sich Kleingewerbe an, darunter auch Kohlenhändler, die vom naheliegenden Kohlenbahnhof mit Anschluss an die neue Berliner Verbindungsbahn profitierten.
In der Nachkriegszeit erfuhr die Umgebung des Platzes gravierende Veränderung, vor allem durch Ansiedlung der „Scheringstadt“ (heute: Gelände von Bayer) an der Fennstraße. Durch eine Zunahme der Motorisierung vervielfachte sich das Verkehrsaufkommen auf der Fennstraße und erst 1970 setzte mit Eröffnung der Brücke zwischen Seller- und Heidestraße (Bundesstraße 96) eine Entlastung ein. Der Platz wurde zu dieser Zeit nach wie vor gewerblich genutzt; die Vegetation beschränkte sich auf vereinzelte Bäume und Sträucher.
Mit Kündigung der Pachtverträge Anfang der 1980er Jahre wurde die Fläche dem Gartenbauamt übertragen. Die am Nordufer noch vorhandene Straßenfläche wurde aufgehoben und in die Platzfläche integriert. 1982 entstand nach Plänen von Gebauer für 960.000 Mark (kaufkraftbereinigt in heutiger Währung: rund 1.047.000 Euro) eine vielfältig nutzbare Grünanlage mit den Vorteilen eines kleinen Stadtteilparks. Neben Spielflächen, einem Bürgergarten und Wiesenbereichen war der Platz durch Gehölzstreifen und Baumgruppen gegliedert. Die Benennung des Platzes erfolgte am 11. Juli 1986.
Wegen der Bauarbeiten zur geplanten S-Bahn-Linie S21 war der Park größtenteils nicht zugänglich. Seitdem ist die Tegeler Straße wegen der fast ebenerdig querenden S-Bahn dauerhaft unterbrochen und wurde somit beidseitig zur Sackgasse. Als Ausgleich wurde die Straße Nordufer bis zur Fennstraße ausgebaut. Da der Mettmannplatz infolgedessen als Grünfläche in der bisherigen Form nicht mehr nutzbar ist, wurden Ausgleichsmaßnahmen im Rahmen der Planfeststellung definiert, u. a. im Sprengelkiez am Pekinger Platz sowie nördlich daran angrenzend der bereits neu entstandene Sprengelpark zwischen Kiautschou- und Sprengelstraße.